# M/S Backafall

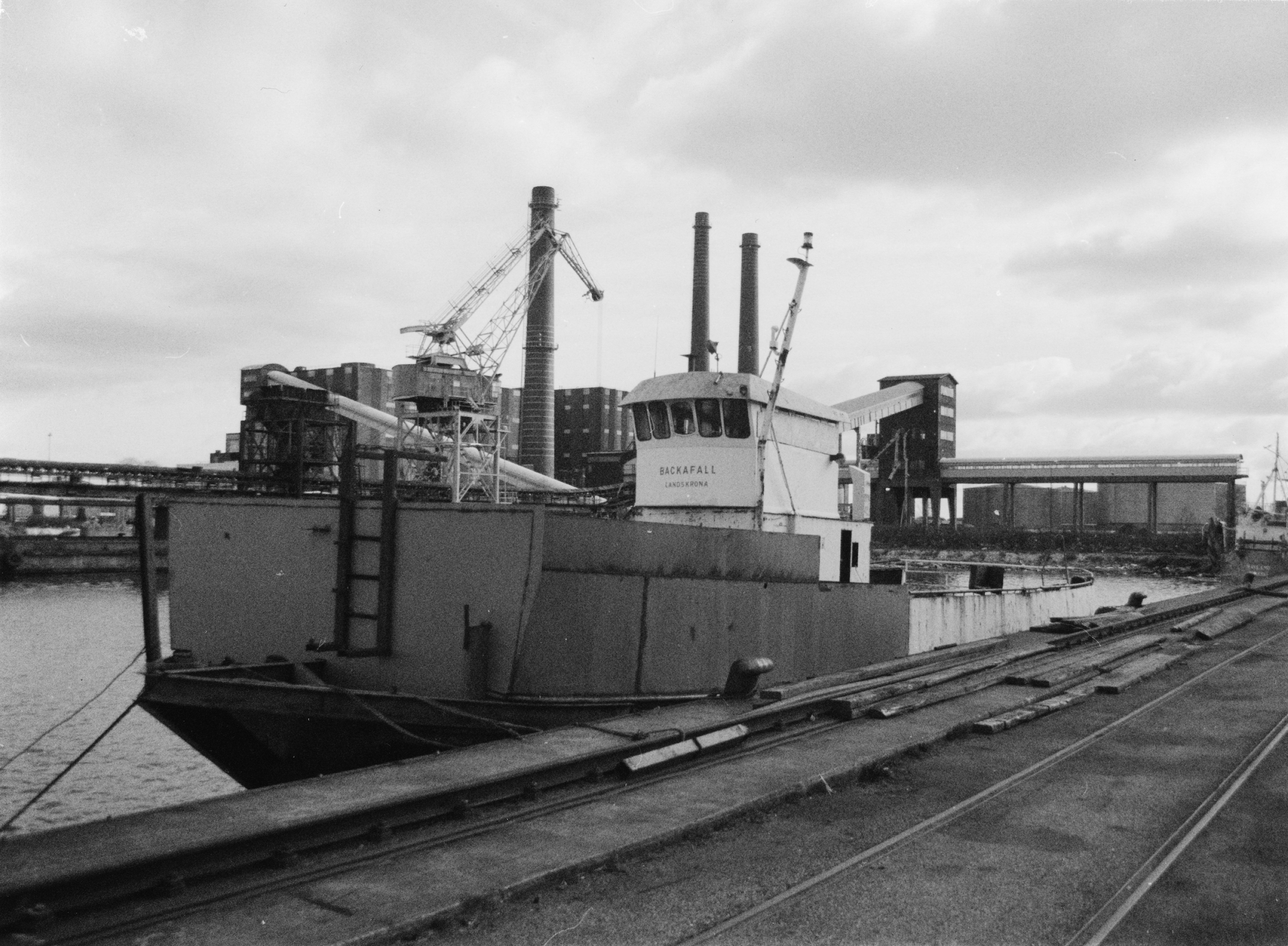
M/S Backafall i Malmö hamn

M/S Backafall var en svensk motorfärja som 1980-1995 trafikerade rutten Landskrona – Bäckviken på Ven för  Rederi AB Ventrafiken och som blev skrotad 2012.
Fartyget sjösattes och döptes 1953 till Hugo Hammar efter skeppsbyggaren med samma namn av dennes fru, och sattes i trafik i Göteborg mellan Stora Bommen och Lunbyhamnen på linje 5 och senare mellan Haket, Sörhallsberget och tillbaka på linje 4. Under 1970-talet byggdes hon om först till butik och korvkiosk i Hjuvik genom AB Båtvårdsaffären i Göteborg och fick namnet Mackgrillen. Såldes 1978 och byggdes om igen till lastfärja, och fick då tillbaka sitt ursprungliga namn och sattes på trafik mellan Göteborg och södra skärgården. 1980 togs fartyget över av Landskrona kommun för trafik till Ven och döptes då till Backafall. Trafikerade förbindelsen fram till 1995/1996 då fartygen såldes och flyttades så småningom till Malmö. Låg där för ombyggnad några år men sjönk i hamnen. Bärgades till slut och rapporterades som skrotad 24 september 2012.